# 卡拉·沃尔特斯
卡拉·沃尔特斯（英語：Kara Wolters，1975年8月15日—），美国女子篮球运动员。她曾获得1994年女子篮球世锦赛季军、1998年女子篮球世锦赛冠军和2000年夏季奥运会女子篮球比赛金牌。

## 外部連結
- 卡拉·沃尔特斯在国际奥林匹克委员会的资料